# 正泉寺 (我孫子市)
正泉寺（しょうせんじ）は、千葉県我孫子市にある曹洞宗の寺院。

## 概略と沿革
1263年（弘長3年）、鎌倉幕府執権北条時頼の娘・法性尼の開基である。当初は「法性寺」という寺名で、宗派も真言宗だった。
応永年間（1394年-1428年）に、俊峰周鷹によって曹洞宗寺院となり、「正泉寺」に改称した。
血盆経一部が手賀沼に出現したという話が伝わっており、「女人成仏道場」として、女人の信仰を集めた。
本尊の地蔵菩薩は秘仏となっており、50年に一度開帳される。

## 交通アクセス
- JR東日本成田線湖北駅より徒歩20分。